# DAGMAR
D.A.G.M.A.R é uma sigla em inglês. Trata-se de um conceito formulado por Russell H. Colley no seu livro Defining Advertising Goals for Measured Advertising Results, publicado em 1961. É a definição de metas para campanhas publicitárias, com estratégias que permitam verificar se os resultados podem ser alcançados através dos meios de comunicação.
Na obra de Colley é formulado o modelo DAGMAR. Ele se baseia nos objetivos e expectativas conhecidos como os 4P’s (Produto, Preço, Praça e Promoção) que visam determinar como uma campanha atingirá o consumidor.

## Sigla D.A.G.M.A.R.
Apesar de ser uma sigla, o termo DAGMAR mantém-se em vários idiomas com as seguintes traduções:
| Inglês    | Defining Advertising Goals for Measured Advertising Results                           |
| Português | Sistema de Definição de Objetivos Publicitários Para Medir a Eficiência da Propaganda |
| Alemão    | Stufenmodell der Werbewirkung (bzw. des Werbeerfolgs)                                 |
| Espanhol  | Definiendo Objetivos Publicitários que nos Permitan Medir Los Resultados Obtenidos    |

## Livro – Defining Advertising Goals Of Measured Advertising Results
Em 1961, Russell Colley realizou um estudo de um modelo que busca definir os objetivos de publicidade e medição de resultados. O nome do modelo deu titulo ao livro: Defining Advertising Goals of Measured Advertising Results. 
No ano de 1995, com a ajuda de outro estudioso da área, Salomon Dutka, é relançado este estudo em forma de livro.  Além de propor a teoria, o livro dá exemplos práticos de aplicação do modelo.  

## D.A.G.M.A.R. na publicidade
```
O conceito de DAGMAR pode ser utilizado na prática dentro de vários contextos, principalmente dentro da comunicação integrada de marketing. O 
mix de marketing
 (criado por 
Jerome McCarthy
 e difundido por 
Philip Kotler
), mais conhecido como “4P’s” (Produto, Preço, Praça e Promoção), utiliza o DAGMAR como um instrumento efetivo que visa dar direção ao processo comunicativo. Ou seja, pretende dar sentido, dar forma e moldar ações dentro do 
marketing
 em si, para que estas tenham um objetivo concreto e que seja alcançável perante o consumidor final.
```